# 어니스트 네이글
어니스트 네이글(Ernest Nagel, 1901년 11월 16일 – 1985년 9월 20일)은 미국의 과학철학자였다. 루돌프 카르나프, 한스 라이헨바흐, 칼 헴펠과 함께 그는 때때로 논리실증주의 운동의 주요 인물 중 한 명으로 여겨진다. 그의 1961년 저서 《The Structure of Science》는 과학적 설명의 논리학에 대한 기초적인 저작으로 평가받는다.

## 삶과 경력
네이글은 유대인 부모님 사이에서 노베메스토나트바홈(현재 슬로바키아, 당시 바구이헬리이자 오스트리아-헝가리 제국의 일부)에서 태어났다. 그의 어머니 프리다 바이스는 인근 도시 브르보베 (또는 베르보) 출신이었다.
그는 10세에 미국으로 이민하여 1919년에 미국 시민이 되었다. 그는 1923년 시티 칼리지 오브 뉴욕(CCNY)에서 이학사를 받았고, 1931년 컬럼비아 대학교에서 "측정의 논리(On the Logic of Measurement)"라는 논문으로 박사 학위를 받았다.
구겐하임 펠로십을 받으면서 그는 유럽에서 1년(1934년 8월부터 1935년 7월까지)을 보내며 대륙의 새로운 철학적 경향을 배웠다.
1년(1966-1967년)을 록펠러 대학교에서 보낸 것을 제외하고, 네이글은 그의 모든 학문적 경력을 컬럼비아에서 보냈다. 그는 1955년에 그곳에서 최초의 존 듀이 철학 교수가 되었다. 그리고 1967년부터 1970년 은퇴할 때까지 대학교수로 재직했으며, 그 후에도 계속 가르쳤다. 1977년에는 미국 국립 과학원에 선출된 몇 안 되는 철학자 중 한 명이었다.
그의 연구는 기하학과 확률과 같은 수학 분야, 양자역학, 그리고 환원적 및 귀납적 과학 이론의 지위와 관련이 있었다. 그의 저서 《The Structure of Science》(1961)는 분석 과학철학 분야를 사실상 시작했다. 그는 여러 분야에서 다양한 종류의 설명을 설명하고, 과학 법칙이나 설명의 본질을 통일하려는 시도에 회의적이었다. 그는 서로 다른 과학의 용어들 사이에 분석적 등가물(또는 "다리 법칙")을 가정함으로써 가장 기본적인 과학에 의해 요구되는 것 외의 모든 존재론적 개입을 제거할 수 있다고 처음으로 제안했다. 그는 또한 사회과학이 과학적이며 자연과학과 동일한 기준을 채택해야 한다는 견해를 옹호했다.
네이글은 1934년에 CCNY 교사였던 모리스 라파엘 코언과 함께 《논리학 및 과학 방법론 입문(An Introduction to Logic and the Scientific Method)》을 저술했다. 1958년에는 제임스 R. 뉴먼과 함께 《괴델의 증명(Gödel's Proof)》이라는 짧은 책을 출판하여 수리 논리학에 능숙하지 않은 사람들에게 괴델의 불완전성 정리를 설명했다. 그는 《철학 저널(Journal of Philosophy)》(1939–1956)과 《기호 논리학 저널(Journal of Symbolic Logic)》(1940-1946)의 편집자로 활동했다.
공공 지식인으로서 그는 초상현상에 대한 주장에 대해 회의적인 접근을 지지했으며, 1976년에 W. V. 콰인과 같은 24명의 저명한 철학자들과 함께 회의적 조사 위원회의 첫 후원자이자 연구원이 되었다. 위원회는 네이글의 과학적 회의주의에 대한 공헌을 인정하여 사후에 그를 "회의주의자들의 판테온"에 헌액했다. 네이글은 무신론자였다.
네이글은 미국철학학회(1962년)와 미국 예술 과학 아카데미(1981년)의 회원으로 선출되었다.
그는 뉴욕시에서 사망했다. 그는 두 아들을 두었는데, 알렉산더 네이글(위스콘신 대학교 수학 교수)과 시드니 네이글(시카고 대학교 물리학 교수)이다.
네이글의 박사 과정 학생으로는 모턴 화이트, 패트릭 서피스, 헨리 카이버그, 아이작 레비, 케네스 샤프너가 있다.
헌정 논문집인 철학, 과학, 방법: 어니스트 네이글 헌정 에세이(Philosophy, Science and Method: Essays in Honor of Ernest Nagel)가 1969년에 출판되었다.

## 주요 저서
- 측정의 논리(On The Logic of Measurement) (1930)[14]
- 논리학 및 과학 방법론 입문(An Introduction to Logic and Scientific Method) (M. R. 코언과 공저, 1934)
- "기하학 발전에서 형식 논리학 현대 개념의 형성(The Formation of Modern Conceptions of Formal Logic in the Development of Geometry)" (1939)[15]
- 확률 이론의 원리(Principles of the Theory of Probability) (1939)
- "자연과학에서의 환원주의의 의미(The Meaning of Reduction in the Natural Sciences)" (1949)[16]
- 주권적 이성(Sovereign Reason) (1954)
- 형이상학 없는 논리(Logic without Metaphysics) (1957)
- Nagel, Ernest; Newman, James R. (1958). 《괴델의 증명(Gödel's Proof)》. New York: New York University Press  – 인터넷 아카이브 경유.
- 과학의 구조: 과학적 설명의 논리적 문제(The Structure of Science: Problems in the Logic of Scientific Explanation) (1961, 2판 1979)
- 과학에서의 관찰과 이론(Observation and Theory in Science) (공저, 1971)
- 다시 본 목적론 및 과학 철학 및 역사 에세이(Teleology Revisited and Other Essays in the Philosophy and History of Science) (1979)

## 더 읽어보기
- Suppes, P. (2006). Ernest Nagel.* In S. Sarkar & Pfeifer, J. (Eds.), The Philosophy of Science: An Encyclopedia (N-Z Indexed., Vol. 2, pp. 491–496). New York: Routledge. [Archived *author eprint]